# Champotón
Champotón, oficialmente Heroica Ciudad de Champotón es una localidad del estado de Campeche en México, está localizada al sur de la capital del estado y es cabecera del municipio del mismo nombre.

## Nomenclatura

### Denominación
Champotón (del maya yucateco: Chakán Putum ‘Región de la sabana’), por derivarse de las palabras chakán: sabana y putum (variante de petén): isla, sinónimo de región o comarca.

### Toponimia
Su etimología proviene de la lengua maya: Chakán Putum, Chakán significa sabana, Putum variante de petén significa región o comarca, es decir, la "región o comarca de la sabana". El nombre sufrió diversos cambios a través del tiempo, pero sin modificar sus partes esenciales como a continuación se describe: Chan Petén, Chakan-Petén, Chakan-Putún, Chakan-Potón, Champutún y Champotón. En el caso de Chan Petén, según el historiador Juan Francisco Molina Solís, la traducción al español sería la comarca de los Chanes, pueblo que antecedió a los itzáes en la exploración y colonización de la península de Yucatán. La región fue habitada y en alguna época dominada por los putunes, de donde derivaría el nombre original de esta etnia, asimiliada a los chontales de Tabasco.
Frecuentemente, Champotón es confundido con Potonchán, región del estado de Tabasco, al oeste de Xicalango, debido a que Bernal Díaz del Castillo utilizó indistintamente los nombres de Potonchán, Chakán Putum y Champotón.

### Escudo
El escudo del municipio fue creado en 1975 y tiene un significado muy especial para Champotón. El escudo está dividido en tres partes. La primera, en la parte superior izquierda, muestra las maderas preciosas de la región. La segunda división, a la derecha, muestra la figura simbólica de atlante del viril Moch-Couoh, cacique maya que en 1517 expulsara a los españoles al mando de Francisco Hernández de Cordova. La tercera parte inferior del escudo muestra el pacífico río Champotón que viene desde las montañas y trae en su corriente un pez, símbolo de otra de las actividades económicas del municipio. En la parte central superior del escudo se muestra una especie de penacho (gorro de plumas) maya, en alusión, al cacique Moch-Couoh. El escudo descansa sobre armas indígenas, en la parte superior izquierda se muestran las puntas de lanzas y en la parte derecha un carcaj con flechas. En la parte inferior izquierda se observa el arroz y en la parte derecha sobresale una mazorca, símbolos de la agricultura de la región. Debajo del arroz, se muestra una pistola quebrada y un abollado yelmo español, debajo de la mazorca una ballesta rota, que hacen alusión a la derrota sufrida por los españoles y la imposición de las armas indígenas.
La periferia del escudo muestra en la parte inferior la leyenda "Bahía de la Mala Pelea", nombre que los españoles otorgaron a la región en su desesperada huida en 1517. En la parte superior se muestra la leyenda "Honra de América", título otorgado a la Ciudad de Champotón. El banderín que se encuentra debajo del escudo muestra el nombre del municipio, la fecha 1517 y el nombre del estado.

## Historia
De acuerdo al Chilam Balam de Chumayel, los Itzáes comenzaron a llegar a la península de Yucatán en el año 435, comenzado en Bacalar y subiendo al norte y occidente, de esta forma habitaron también Chakán Putum.
En el año 869, procedente de Nonohual llegó Ah Mekat Tutul Xiu, quién era el jefe de los tutul xiúes y obligó a los primeros itzáes a replegarse a la selva y abandonar Chakán Putum y otras ciudades, los tutul xiúes se estabecieron principalmente en Uxmal más tarde en el 987, algunos de los itzáes que vivían "bajo los árboles, bajo la ceniza y bajo la miseria" regresaron nuevamente a Chichén Itzá, otros de los Itzáes se separaron y fundaron Mayapán (1047 d. C.), a estos últimos desde entonces se les conoció como los “Cocomes”.
Cocomes, itzáes y tutul xiúes formaron la Liga de Mayapán que comenzó en 1047. Los cocomes hicieron la guerra a los itzáes quienes emigraron al Petén guatemalteco, y más tarde los tutul xiúes pelearían con los cocomes, destintegrándose finalmente la unión en 1441.
Después la península de Yucatán, quedó dividida en 16 cacicazgos, en el estado de Campeche, se encontraba parte del cacicazgo de Ah Canul, Can Pech, y Chakán Putum. Las pugnas entre cacicazgos eran frecuentes, en especial entre cocomes y tutul xiúes.
En 1517 se realizó la primera expedición española a las costas mexicanas, por Francisco Hernández de Córdoba, descubridor de la península de Yucatán, que después de haber tocado Isla Mujeres y Cabo Catoche continuó bordeando el litoral de la península, llegando a Campeche, el domingo de San Lázaro. Los naturales de Campeche recibieron bien a los españoles, en este sitio se aprovisionaron de agua, y volvieron a embarcar para continuar su trayectoria, sin embargo incurrieron en el error de no cerrar sus pipas y contenedores de agua, por lo que tuvieron que desembarcar nuevamente un poco más al sur en un lugar cercano llamado Champotón (Chakán Putum). 
Según el relato del soldado y cronista Bernal Díaz del Castillo, se sabe que tres días después los expedicionarios continuaron por la costa y llegaron a Chakanputún, al cual rebautizaron como Champotón y donde se encontraron con unos mil indígenas fuertemente armados que atacaron a los españoles matando a más de 50 y dejando herido al capitán. La expedición española se retiró.
Después de esta fiera pelea, los españoles tuvieron que huir sin agua y con muchos heridos, 57 muertos y dos secuestros (Alonso Boto y un portugués viejo), el mismo Hernández de Córdoba salió con 33 heridas, pues los mayas pronto se dieron cuenta de que él era el jefe y según describe Díaz del Castillo gritaban “calachuni”, “calachuni” (que quiere decir halach winik “al jefe” en lengua Yucateca), huyeron a la Florida, lugar conocido por el piloto Antón de Alaminos, buscando agua, pero allá también fueron repelidos por los nativos (Bernal Díaz del Castillo quien participó en el viaje, fue herido en Florida) y finalmente regresaron al puerto de Carenas cerca de La Habana en Cuba, Hernández de Córdoba moriría 10 días más tarde a consecuencia de las heridas en Sancti Spíritus.
Debido a estos acontecimientos, Champotón fue bautizado como “Puerto de Mala Pelea”. El cacique Moch (el "mocho", el manco Couóch) fue el primer héroe indígena; este jefe maya fue capaz de proporcionar la primera derrota a un ejército invasor extranjero en América.

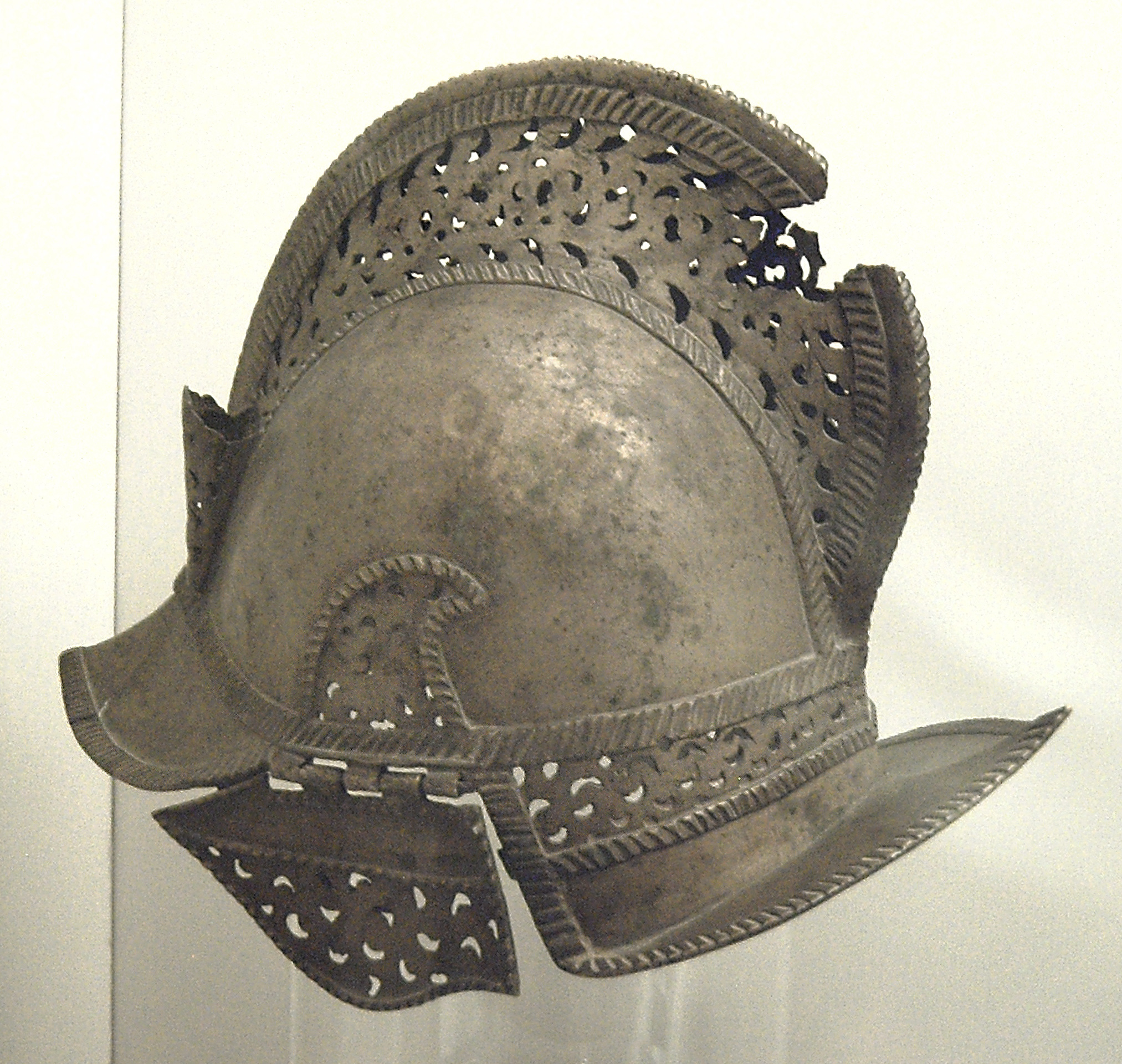
Casco español del

División de las jurisdicciones mayas en el según Ralph Roys

Al año siguiente en 1518, partió de Cuba la segunda expedición al mando de Juan de Grijalva, después de pasar por Cozumel y la Bahía de la Ascensión, volvieron a rodear la costa de la península hasta llegar nuevamente a Champotón para abastecerse de agua , debido a la experiencia de la primera expedición, los españoles se encontraban más preparados para enfrentar y someter a los nativos. La balanza del enfrentamiento se inclinó a los europeos quienes tuvieron 7 bajas (entre ellas Juan de Quiteria) y 60 heridos (Juan de Grijalva resultó herido con tres flechazos y perdió dos dientes), los mayas couohes sufrieron muchas bajas (200), entre los muertos murió el cacique principal, y el resto huyó tierra adentro. 
Grijalva mandó a sus traductores (Julianillo y Melchorejo, mayas atrapados en Cabo Catoche durante la primera expedición que ya habían aprendido el castellano) para llamar a otros caciques, nadie acudió al llamado, por lo que esta expedición abandondó Champotón y continuó su ruta hacia la desembocadura del río desde entonces llamado “Grijalva” en Tabasco, en esta expedición venía por primera vez Francisco de Montejo.
En la tercera expedición (1519) que comandaba Hernán Cortés, su intención era nuevamente desembarcar para vengar a los expedicionarios anteriores, pero el fuerte viento no favoreció el desembarque, y los pilotos convencieron a Cortés seguir de frente con las embarcaciones, de tal forma que pasaron de largo hasta la Laguna de Términos, donde enfrentarían a los mayas chontales de la región, es probable que los mayas de Can Pech, y Chakan Putúm hicieran un frente común ante el desembarque realizado en un punto cercano a Zintla (Centla).
Después de una fuerte confrontación (Batalla de Centla), Cortés sometió y pactó con los mayas fundando la villa de Santa María de la Victoria, (Frontera). Fue aquí donde los mayas regalaron a Cortés a Malintzin junto con otras esclavas como un acto de paz, es posible que “Doña Marina” fuera esclava de los mayas de Champotón.
En 1526 Francisco de Montejo, quien había participado en la conquista de Tenochtitlán, viajó a España y solicitó permiso para llevar a cabo la conquista de la península de Yucatán, de tal forma en 1526 la Corona española otorgó a Montejo el título de "Adelantado, Gobernador, Alguacil Mayor y Capitán General de Yucatán". Las conquistas de Champotón y Campeche, fueron parte de la Conquista de Yucatán, la cual se realizó en tres etapas.
En la primera etapa o intento, Montejo incursionó entre 1527 y 1529 por el noreste de la península con ayuda del capitán Alonso Dávila, pero fueron repelidos por los mayas. En la segunda etapa o intento (1530-1535) Montejo incursionó por el oeste, logrando fundar en 1531 “Salamanca de Campeche”. Alonso Dávila fue enviado por Montejo a cruzar el sur la península y fundó en Bacalar Villa Real, pero esta posición tuvo que ser abandonada. Los aguerridos mayas se rebelarían en la batalla de San Bernabé el 11 de junio de 1531 en las inmediaciones de Campeche. 
El hijo de Montejo conocido como Montejo "el Mozo" es vencido en la ciudad real de Chichén Itzá hacia finales de 1534, por lo que en 1535, los españoles abandonan totalmente la península. Desde Honduras y después desde Ciudad Real de Chiapa (San Cristóbal de las Casas), Montejo “el adelantado” giraría órdenes a su hijo y sobrino para incursionar nuevamente en la península.
Montejo “el Adelantado” pidió a Lorenzo de Godoy trasladar la villa de San Pedro Tanoche en Tabasco hacia Champotón para establecer la primera posición en la península, razón por la cual se le bautizó como “Villa de San Pedro Champotón” en 1538 (el traslado de la villa no fue nada fácil según narraría el conquistador Diego Sánchez que participó con su esposa en esta expedición).
Francisco de Montejo "el Mozo", se encontraba en Santa María de la Victoria reclutando soldados y esperando recursos, actividad que llevó mucho tiempo. Al principio los mayas en Champotón, cooperaron con los españoles de la villa, pero al ver que eran pocos comenzaron a conspirar. Francisco de Montejo, el sobrino quien había sido enviado por su primo para ayudar a proteger la posición, se dio cuenta de esta conspiración y en una operación sorpresiva secuestro a los caciques mayas, llevándolos a Santa María de la Victoria, para que ahí estos renovaran obediencia a “el Mozo”. El nombre de la villa cambió a “Salamanca de Champotón”. 
En 1540 “el Mozo” desde Santa María de la Victoria recibió recursos materiales y humanos para asistir a la posición de Champotón, se inició un primer avance al norte y el 4 de octubre se estableció la guarnición de San Francisco de Campeche. 
“El Adelantado” designó a “Francisco Gil” como “teniente de gobernador y capitán general” como sucesor de “el Mozo” en el establecimiento de Champotón, así “el Mozo”, “el Sobrino” junto con otros capitanes avanzarían al norte y oriente la conquista de Yucatán.
En 1543 la corona designó a Fray Bartolomé de las Casas para ser obispo de Chiapas, sus límites jurisdiccionales incluían a Champotón. En 1546 dirigidos por fray Luis de Villalpando, llegan los frailes franciscanos, Juan de Albalote, Lorenzo de Bienvenida, Melchor de Benavente, Don Ángel Maldonado y Don Juan de Herrera. 
Ese mismo año en 1546 Francisco de Montejo, “el Adelantado”, introduce el cultivo de la caña de azúcar.
Durante el Virreinato la ciudad, cabeza de una importante región productora de azúcar, tuvo una población compuesta de españoles, mayas y esclavos negros, y fue atacada en 1644, 1672 y 1748 por piratas ingleses, que provocaron cuantiosos daños. 
La independencia de México fue pacífica en Champotón, como en el resto de la península de Yucatán, y la ciudad sirvió de refugio a los supervivientes del resto de la península durante la Guerra de Castas, ya que los indígenas mayas no se sublevaron en esta área. Por decreto del gobernador Miguel Barbachano del 1.º de mayo de 1852, Champotón es elevado a la categoría de villa y al constituirse en estado el distrito de Campeche, pasa a formar parte de la nueva entidad. 
El 19 de noviembre de 1863 hubo un desembarco en Champotón de fuerzas francesas que realizaron brusco y sorpresivo ataque, posesionándose instantáneamente del Fortín de Costa San Antonio. Por su parte la tropa acantonada en Champotón encabezada por el entonces coronel Pedro Celestino Brito, apoyado por el teniente José de la Rosa Ugarte y el subteniente marino Durán, la enfrentó valientemente consiguiendo recuperar el bastión y que los franceses, en número aproximado de 50, se replegaran a sus barcos. 
La Revolución mexicana no afectó gravemente a la población, salvo la permanencia durante cinco meses de un ejército delahuertista en retirada en 1923-24. El día 7 de noviembre de 1957 se le concedió el título de ciudad a Champotón mediante el decreto núm. 88 emitido por el H. Congreso del estado. El Dr. Alberto Trueba Urbina hizo la declaración formal en el local de la sociedad coreográfica “Cultura y Progreso” (actual casino del pueblo) el día 8 de diciembre del mismo año a las 11:30 horas; era presidente municipal el prof. Abraham Aguilar Espinosa.
Mediante decreto número 131, expedido por la LXI Legislatura del Congreso del Estado de Campeche, publicado en el periódico oficial del Estado de fecha 27 de junio del año 2014, se declaró a la cabecera del Municipio de Champotón como "Heroica Ciudad de Champotón"; razón por el cual, todas las referencias que se hagan a la cabecera de Champotón, llevarán la denominación de "Heroica Ciudad".

## Lugares de interés
Champotón es un lugar pintoresco que conjunta el ambiente apacible de un pequeño poblado, los atractivos naturales y los servicios turísticos. Apuntalando la actividad turística los lugares emblemáticos en Champotón son:

### Río Champotón
Con una longitud de 57 kilómetros, su inmenso atractivo natural, conforma el sitio ideal para la práctica de la pesca deportiva, recorridos fotográficos para apreciar la flora y fauna que habita la región y diversas actividades ecoturísticas. En tiempos pasados, el río Champotón fue utilizado como el único medio de comunicación entre los diversos poblados que se encontraban en la ribera del río.

### Playas
Aunque propiamente no existen playas en el poblado de Champotón, aproximadamente a 15 km al sur da inicio una extensa franja arenosa con importantes zonas de playa, como lo son Punta Xen y Chenkán, que cuentan con un campamento tortuguero. Los campamentos de estos dos sitios, tienen por objeto realizar diversas acciones tendientes a la protección, conservación, investigación, educación ambiental, participación comunitaria y monitoreo de una zona conjunta de 40 km de playas de anidación de la tortuga de carey y blanca. Las hermosas playas de suave oleaje del municipio de Champotón, son el sitio ideal para el arribo de miles de tortugas que llegan a depositar sus huevos.

### Sitios de atractivo histórico
En Champotón, existen destacados ejemplos del pasado colonial de la región, como el Baluarte de San Antonio, conocido también como Castillo de Moch-Cohuo, que se remonta a la época en la que Campeche era azotado por la piratería. También destaca, en el centro del poblado, la iglesia de Nuestra Señora de las Mercedes, del siglo XVIII, de la orden franciscana; su fachada es de un cuerpo con campanario y la planta es de una sola nave con bóveda de cañón corrido, en su interior conserva algunas imágenes antiguas. 
En los alrededores de Champotón existen también algunas ex-haciendas, que son hermosas muestras de la arquitectura civil de los siglos XIX y XX. Destacan las haciendas de Haltunchen, Ulumal, San José Carpizo y San Luis Carpizo, esta última se localiza a las afueras del poblado de Champotón y ha sido reconstruida para albergar instalaciones que son utilizadas en la capacitación del personal de Infantería de Marina.
ANEXO
En el poblando existe un personaje conocido como San Jose Orozco, este icónico e irrepetible personaje es originario del vello pueblo costero de champoton más conocido como la cuna del queso de puerco a san José Orosco se le acreditan diferentes milagros relacionados con la liquidación masiva en poste y la multiplicación de cartas compromiso para paralizar las bajas masivas entre sus frases icónicas e irrepetibles esta:
¡Anda la osa! 
¡Adelante caminante!
¡Sabor! 
¡Fuego fuego fuego!
Pero requiere entre las ofrendas que se le dejan a esta deida son:
Pollo pechugón 
6 de cervezas 
Un plato con frijol negro